# Glaucium corniculatum
La lagartera, amapola loca o amapola cornuda (Glaucium corniculatum) es una planta herbácea, de vistosa flor roja, que recuerda a las  especies de amapola (Papaver), con las cuales está lejanamente emparentada.

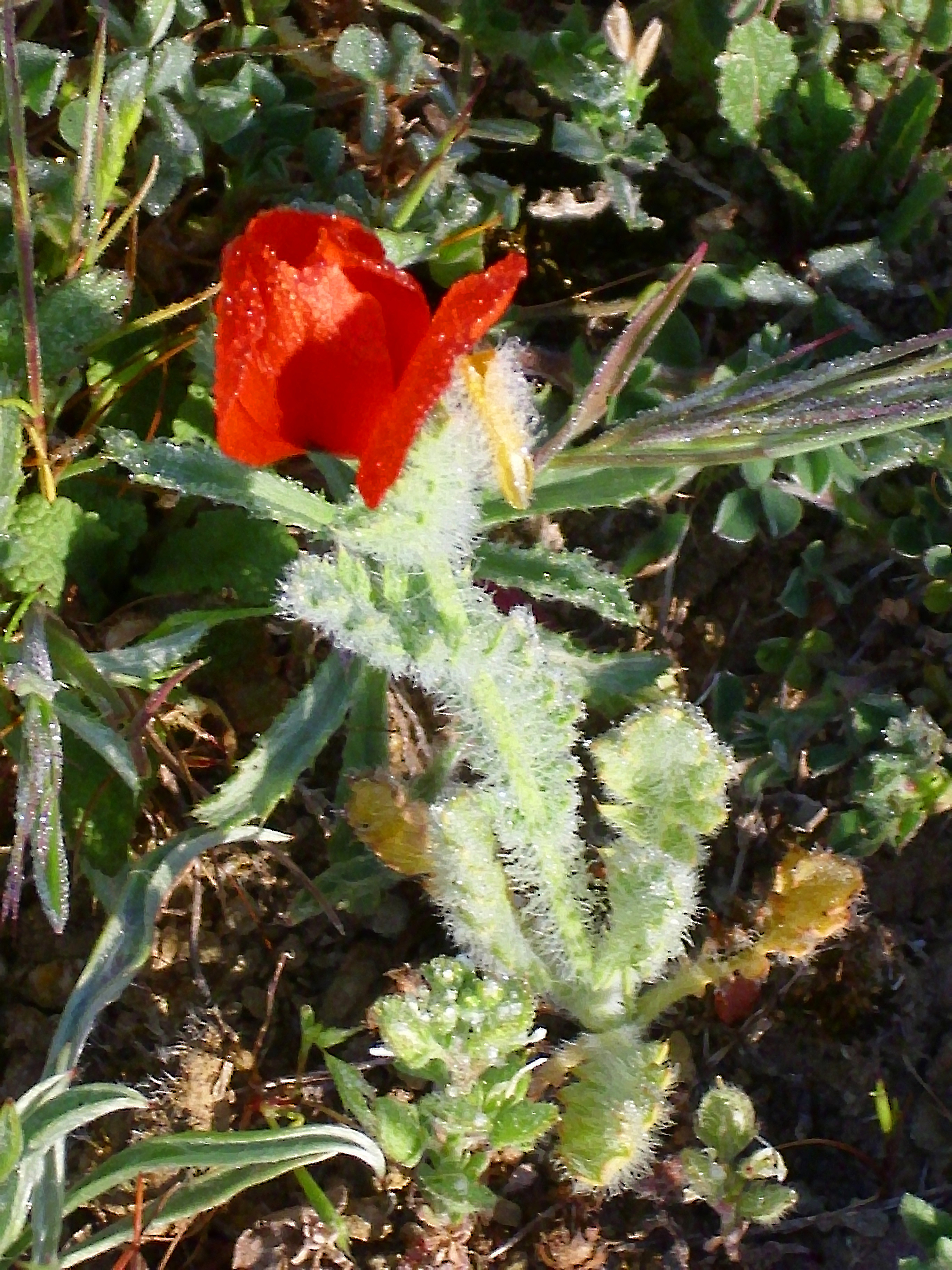
Flor en su hábitat

## Características
G. corniculatumes un tallo velloso recubierto de una fina capa cerúlea glauca, del que mana un látex amarillento al quebrarse. Alcanza los 10-40 cm de altura. Las hojas son pinnatífidas o pinnatipartidas, de margen irregularmente dentado, las basales pecioladas mientras que las superiores son sésiles y amplexicaules, de consistencia carnosa.
En primavera presenta flores grandes para el porte de la planta (hasta 5 cm de diámetro), axilares, solitarias, tetrámeras, de corola naranja o roja, mostrando a veces manchas negras en la base. Los sépalos son dos, libres y caedizos. La flor es hermafrodita, con numerosos estambres y anteras amarillas bien visibles. El fruto es una cápsula alargada, superando los 10 cm, silicuiforme, con dehiscencia del ápice, que es cornudo, a la base, cubierto por pilosidades rígidas.

## Hábitat y distribución
Es nativa del sudoeste europeo, y se distribuye desde la península ibérica hasta el sudeste asiático y el norte de África. Se ha introducido en América del Norte.
Crece de forma silvestre en terrenos en barbecho, pasturas o cultivos, o a la vera del camino.

## Taxonomía
Glaucium corniculatum   fue descrita por (L.) Curtis y publicado en Flora Londinensis 6: t. 32. 1789.
Citología
Número de cromosomas de Glaucium corniculatum (Fam. Papaveraceae) y táxones infraespecíficos: 2n=12
Etimología
Glaucium: nombre genérico que deriva del griego "glaucous" que significa "glauco, grisáceo".
corniculatum: epíteto latino que significa "con cuernos".
Sinonimia
- Chelidonium aurantiacum Salisb.
- Chelidonium corniculatum L. basónimo
- Chelidonium glabrum Mill.
- Chelidonium phoeniceum Lam.
- Chelidonium rubrum Poir.
- Glaucium aurantiacum Martrin-Donos
- Glaucium aureum K.Koch
- Glaucium intermedium Link
- Glaucium phoeniceum Crantz
- Glaucium rubrum Sm.
- Glaucium tricolor Bernh. ex Besser
- Papaver corniculatum Pall.[5]

## Nombres comunes
- Castellano: ababol borde, ababol grande, ababoles bastos, adormidera cornuda, adormideras marinas, adormideras marítimas, alconeta, amapola amarilla, amapola borde, amapola cornuda, amapola loca, amapola maritima, babaol, cornuda, dormideras marinas, glaucio, glaucio rojo, hierba lagartera, papaver cornudo, rosetas, rosetas amarillas.[6]